# Copa del Rey juvenil de fútbol 2019
La Copa del Rey juvenil de fútbol 2019 fue la 69.ª edición del campeonato juvenil, disputada del 18 de mayo al 29 de junio de 2019. El campeón fue el Villarreal Club de Fútbol tras vencer por 3-0 al Club Atlético de Madrid en la final. Fue el primer título para los castellonenses.

## Equipos participantes
En este torneo participaron 16 equipos: los siete campeones y los respectivos subcampeones de cada grupo de la División de Honor Juvenil 2018-19, junto a los dos mejores terceros de entre los siete grupos. En esta temporada fueron los siguientes:
| - Club Atlético de Madrid - Real Club Celta de Vigo - Club Deportivo Tenerife - Fútbol Club Barcelona - Club Deportivo Numancia de Soria - Granada Club de Fútbol - Levante Unión Deportiva - Real Club Deportivo Español | - Real Madrid Club de Fútbol - Real Sporting de Gijón - Real Sociedad de Fútbol - Real Racing Club de Santander - Unión Deportiva Las Palmas - Sevilla Fútbol Club - Real Zaragoza - Villarreal |

## Resultados

### Cuadro final
|  | Octavos de final            | Octavos de final            | Octavos de final            |               |   | Cuartos de final          | Cuartos de final          | Cuartos de final          |  |  | Semifinales    | Semifinales    | Semifinales    |  |  | Final       | Final       | Final       |
|  | 18/19 de mayo-25/26 de mayo | 18/19 de mayo-25/26 de mayo | 18/19 de mayo-25/26 de mayo |               |   | 1/2 de junio-8/9 de junio | 1/2 de junio-8/9 de junio | 1/2 de junio-8/9 de junio |  |  | 16-23 de junio | 16-23 de junio | 16-23 de junio |  |  | 29 de junio | 29 de junio | 29 de junio |
|  |                             |                             |                             |               |   |                           |                           |                           |  |  |                |                |                |  |  |             |             |             |
|  |                             |                             |                             |               |   |                           |                           |                           |  |  |                |                |                |  |  |             |             |             |
|  |                             |                             |                             |               |   |                           |                           |                           |  |  |                |                |                |  |  |             |             |             |
|  | Celta de Vigo               | 1                           | 1                           |               |   |                           |                           |                           |  |  |                |                |                |  |  |             |             |             |
|  | Celta de Vigo               | 1                           | 1                           |               |   |                           |                           |                           |  |  |                |                |                |  |  |             |             |             |
|  | Numancia                    | 0                           | 4                           |               |   |                           |                           |                           |  |  |                |                |                |  |  |             |             |             |
|  | Numancia                    | 0                           | 4                           | Numancia      | 1 | 0                         |                           |                           |  |  |                |                |                |  |  |             |             |             |
|  |                             |                             |                             |               | 1 | 0                         |                           |                           |  |  |                |                |                |  |  |             |             |             |
|  |                             | Levante                     | 1                           | 3             |   |                           |                           |                           |  |  |                |                |                |  |  |             |             |             |
|  | Levante                     | Levante                     | 1                           | 3             | 7 | 2                         |                           |                           |  |  |                |                |                |  |  |             |             |             |
|  | Levante                     |                             |                             |               | 7 | 2                         |                           |                           |  |  |                |                |                |  |  |             |             |             |
|  | Sevilla                     | 1                           | 3                           |               |   |                           |                           |                           |  |  |                |                |                |  |  |             |             |             |
|  | Sevilla                     | 1                           | 3                           | Levante       | 1 | 3                         |                           |                           |  |  |                |                |                |  |  |             |             |             |
|  |                             |                             |                             |               | 1 | 3                         |                           |                           |  |  |                |                |                |  |  |             |             |             |
|  |                             | At. de Madrid               | 2                           | 3             |   |                           |                           |                           |  |  |                |                |                |  |  |             |             |             |
|  | Las Palmas                  | At. de Madrid               | 2                           | 3             | 1 | 0                         |                           |                           |  |  |                |                |                |  |  |             |             |             |
|  | Las Palmas                  |                             |                             |               | 1 | 0                         |                           |                           |  |  |                |                |                |  |  |             |             |             |
|  | At. de Madrid               | 3                           | 3                           |               |   |                           |                           |                           |  |  |                |                |                |  |  |             |             |             |
|  | At. de Madrid               | 3                           | 3                           | At. de Madrid | 3 | 1                         |                           |                           |  |  |                |                |                |  |  |             |             |             |
|  |                             |                             |                             |               | 3 | 1                         |                           |                           |  |  |                |                |                |  |  |             |             |             |
|  |                             | Espanyol                    | 2                           | 0             |   |                           |                           |                           |  |  |                |                |                |  |  |             |             |             |
|  | Sporting                    | Espanyol                    | 2                           | 0             | 0 | 0                         |                           |                           |  |  |                |                |                |  |  |             |             |             |
|  | Sporting                    |                             |                             |               | 0 | 0                         |                           |                           |  |  |                |                |                |  |  |             |             |             |
|  | Espanyol                    | 0                           | 2                           |               |   |                           |                           |                           |  |  |                |                |                |  |  |             |             |             |
|  | Espanyol                    | 0                           | 2                           | At. de Madrid | 0 |                           |                           |                           |  |  |                |                |                |  |  |             |             |             |
|  |                             |                             |                             |               | 0 |                           |                           |                           |  |  |                |                |                |  |  |             |             |             |
|  |                             | Villarreal                  | 3                           |               |   |                           |                           |                           |  |  |                |                |                |  |  |             |             |             |
|  | Villarreal                  | Villarreal                  | 3                           | 2             | 1 |                           |                           |                           |  |  |                |                |                |  |  |             |             |             |
|  | Villarreal                  |                             |                             |               | 1 |                           |                           |                           |  |  |                |                |                |  |  |             |             |             |
|  | R. Zaragoza                 | 1                           | 1                           |               |   |                           |                           |                           |  |  |                |                |                |  |  |             |             |             |
|  | R. Zaragoza                 | 1                           | 1                           | Villarreal    | 4 | 1                         |                           |                           |  |  |                |                |                |  |  |             |             |             |
|  |                             |                             |                             |               | 4 | 1                         |                           |                           |  |  |                |                |                |  |  |             |             |             |
|  |                             | R. Sociedad                 | 1                           | 1             |   |                           |                           |                           |  |  |                |                |                |  |  |             |             |             |
|  | R. de Santander             | R. Sociedad                 | 1                           | 1             | 2 | 2                         |                           |                           |  |  |                |                |                |  |  |             |             |             |
|  | R. de Santander             |                             |                             |               | 2 | 2                         |                           |                           |  |  |                |                |                |  |  |             |             |             |
|  | R. Sociedad                 | 3                           | 3                           |               |   |                           |                           |                           |  |  |                |                |                |  |  |             |             |             |
|  | R. Sociedad                 | 3                           | 3                           | Villarreal    | 1 | 2                         |                           |                           |  |  |                |                |                |  |  |             |             |             |
|  |                             |                             |                             |               | 1 | 2                         |                           |                           |  |  |                |                |                |  |  |             |             |             |
|  |                             | Real Madrid                 | 0                           | 2             |   |                           |                           |                           |  |  |                |                |                |  |  |             |             |             |
|  | Granada                     | Real Madrid                 | 0                           | 2             | 2 | 0                         |                           |                           |  |  |                |                |                |  |  |             |             |             |
|  | Granada                     |                             |                             |               | 2 | 0                         |                           |                           |  |  |                |                |                |  |  |             |             |             |
|  | Barcelona                   | 2                           | 3                           |               |   |                           |                           |                           |  |  |                |                |                |  |  |             |             |             |
|  | Barcelona                   | 2                           | 3                           | Barcelona     | 0 | 1                         |                           |                           |  |  |                |                |                |  |  |             |             |             |
|  |                             |                             |                             |               | 0 | 1                         |                           |                           |  |  |                |                |                |  |  |             |             |             |
|  |                             | Real Madrid                 | 2                           | 1             |   |                           |                           |                           |  |  |                |                |                |  |  |             |             |             |
|  | Tenerife                    | Real Madrid                 | 2                           | 1             | 1 | 1                         |                           |                           |  |  |                |                |                |  |  |             |             |             |
|  | Tenerife                    |                             |                             |               | 1 | 1                         |                           |                           |  |  |                |                |                |  |  |             |             |             |
|  | Real Madrid                 | 2                           | 4                           |               |   |                           |                           |                           |  |  |                |                |                |  |  |             |             |             |

- En cada llave, el equipo ubicado en la primera línea es el que ejerce de local en el partido de ida.

### Octavos de final

#### Atlético Madrileño - C. D. San Félix
| Ida; 12 de mayo de 2018, 13:00 | Atlético Madrileño | 1:1 (1:1) | C. D. San Félix | Miniestadio Cerro del Espino, Majadahonda |  |
|                                | Castillo 25'       | Reporte   | Álvaro 38'      |                                           |  |

| Vuelta; 20 de mayo de 2018, 16:00 | C. D. San Félix                    | 3:1 (0:0) | Atlético Madrileño | Estadio Municipal Roma Luz, Málaga |  |
|                                   | Vicario 87' 90+4' · Castillo 90+7' | Reporte   | Mollejo 68'        |                                    |  |

#### U. D. Las Palmas - Atlético de Madrid
| Ida; 12 de mayo de 2018, 13:00 | U. D. Las Palmas | 1:2 (1:1) | Atlético Madrid                  | Anexo de Gran Canaria, Las Palmas |                                   |
|                                | Gabri 7'         | Reporte   | Agüero 38' · Salido 90+3' (pen.) | Árbitro(s): Alexis Pulido Santana | Árbitro(s): Alexis Pulido Santana |

| Vuelta; 19 de mayo de 2018, 12:00 | Atlético Madrid                                                               | 7:0 (0:0) | U. D. Las Palmas | Miniestadio Cerro del Espino, Majadahonda |                                     |
|                                   | Joaquín 46' · Agüero 51' · Giovanni 59' 72' (pen.) · Borja 64' · Andy 84' 85' | Reporte   |                  | Árbitro(s): Roberto Carralero Calvo       | Árbitro(s): Roberto Carralero Calvo |

#### Deportivo La Coruña - Athletic Club
| Ida; 13 de mayo de 2018, 12:00 | Deportivo La Coruña               | 3:4 (1:4) | Athletic Club                                  | El Mundo del Fútbol, Abegondo |             |
|                                | Boedo 23' · Sandá 55' · Pedro 61' | Reporte   | Azcona 1' 6' · Vencedor 13' · Urain 29' (pen.) | Árbitro(s):                   | Árbitro(s): |

| Vuelta; 19 de mayo de 2018, 17:00 | Athletic Club                                                | 4:0 (1:0) | Deportivo La Coruña | Instalaciones de Lezama, Lezama |             |
|                                   | Urain 25' · Mendibelzua 51' · Estrada 55' · Oihan Sancet 68' | Reporte   |                     | Árbitro(s):                     | Árbitro(s): |

#### U. D. Las Palmas - Getafe C. F.
| Ida; 17 de mayo de 2015, 11:00 | U. D. Las Palmas | 1:0 (1:0) | Getafe C. F. | Anexo de Gran Canaria, Las Palmas |                              |
|                                | Juanma 42'       |           |              | Árbitro(s): González Francés      | Árbitro(s): González Francés |

| Vuelta; 24 de mayo de 2015, 12:00 | Getafe C. F. | 1:0 (1:0) (t. s.)(4:5 p.) | U. D. Las Palmas | Coliseum Alfonso Pérez, Getafe |                           |
|                                   | Miranda 18'  |                           |                  | Árbitro(s): López Puertas      | Árbitro(s): López Puertas |

#### Málaga C. F. - C. F. Damm
| Ida; 17 de mayo de 2015, 12:00 | Málaga C. F.                  | 2:2 (0:1) | C. F. Damm             | Federación Malagueña, Málaga |                          |
|                                | Alfred 26' · Arnau 62' (pen.) |           | Mérida 67' · Muñoz 86' | Árbitro(s): Bolea Huerto     | Árbitro(s): Bolea Huerto |

| Vuelta; 24 de mayo de 2015, 12:00 | C. F. Damm                         | 3:1 (1:0) | Málaga C. F. | Instalaciones de Horta, Horta |                              |
|                                   | Doncel 24' · Gonzalo 84' · Max 89' |           | Erik 57'     | Árbitro(s): Sánchez Aparicio  | Árbitro(s): Sánchez Aparicio |

#### Deportivo La Coruña - Real Sociedad
| Ida; 17 de mayo de 2015, 12:00 | Deportivo La Coruña   | 2:1 (2:0) | Real Sociedad | Ciudad Deportiva de Abegondo, Abegondo |                              |
|                                | Pancho 10' · Rama 39' |           | Sáenz 57'     | Árbitro(s): Rodríguez Campos           | Árbitro(s): Rodríguez Campos |

| Vuelta; 24 de mayo de 2015, 12:00 | Real Sociedad                                               | 5:2 (2:2) | Deportivo La Coruña   | Instalaciones de Zubieta, Zubieta |                                 |
|                                   | Torre 25' · Calvillo 35', 53' · Oyarzabal 55' · Sáenz 90+2' |           | Óscar 33', 40' (pen.) | Árbitro(s): Azpilicueta Saldias   | Árbitro(s): Azpilicueta Saldias |

#### C. D. Tenerife - Rayo Vallecano
| Ida; 13 de mayo de 2018, 13:00 | C. D. Tenerife | 0:1 (0:1) | Rayo Vallecano | Ciudad Deportiva de Geneto, San Cristóbal                         |                                                                   |
|                                |                | Reporte   | Martín 27'     | Asistencia: 200 espectadores Árbitro(s): Daniel Clemente Manrique | Asistencia: 200 espectadores Árbitro(s): Daniel Clemente Manrique |

| Vuelta; 19 de mayo de 2018, 13:00 | Rayo Vallecano               | 2:1 (0:1) | C. D. Tenerife | Ciudad Deportiva Rayo Vallecano, Madrid |                                    |
|                                   | Alberto 65' · Javi Rubio 90' | Reporte   | Alexis 43'     | Árbitro(s): Aarón Vázquez González      | Árbitro(s): Aarón Vázquez González |

#### Athletic Club - R. C. Celta de Vigo
| Ida; 17 de mayo de 2015, 11:30 | Athletic Club | 0:4 (0:4) | R. C. Celta de Vigo                          | Instalaciones de Lezama, Lezama |             |
|                                |               |           | Adrián 30' · Baldizón 32' · Delgado 41', 44' | Árbitro(s):                     | Árbitro(s): |

| Vuelta; 24 de mayo de 2015, 12:00 | R. C. Celta de Vigo | 2:0 (1:0) | Athletic Club | Instalaciones A Madroa, Vigo |  |
|                                   |                     |           |               | Árbitro(s):                  |  |

### Cuartos de final

#### C. D. Numancia - Levante U. D.
| Ida; 2 de junio de 2019, 12:00 | C. D. Numancia | 1:1 (1:0) | Levante U. D. | Ciudad Deportiva Francisco Rubio, Soria |  |
|                                | David Sanz 15' | Reporte   | Raúl 61'      |                                         |  |

| Vuelta; 8 de junio de 2019, 11:00 | Levante U. D.                         | 3:0 (1:0) | C. D. Numancia | Ciudad Deportiva de Buñol, Buñol |  |
|                                   | Christian 27' · Iván 60' · Milo 90+5' | Reporte   |                |                                  |  |

#### Atlético de Madrid - R. C. D. Espanyol
| Ida; 2 de jumio de 2019, 11:30 | Atlético Madrid             | 3:2 (3:0) | R. C. D. Espanyol          | Estadio Cerro del Espino, Majadahonda |                                   |
|                                | Cedric 4' 26' · Alberto 44' | Reporte   | Iván Gil 47' · Kenneth 61' | Árbitro(s): Fernando Bueno Prieto     | Árbitro(s): Fernando Bueno Prieto |

| Vuelta; 8 de junio de 2019, 18:00 | R. C. D. Espanyol | 0:1 (0:0) | Atlético Madrid | Ciutat Esportiva Dani Jarque, San Adrián de Besós |  |
|                                   |                   | Reporte   | Ricard 65'      |                                                   |  |

#### Real Madrid C. F. - Valencia C. F.
| Ida; 27 de mayo de 2018, 12:30 | Valencia C. F. | 1:2 (1:1) | Real Madrid C. F.     | Ciudad Deportiva de Paterna, Paterna |  |
|                                | Hugo 18'       | Reporte   | Cesar 13' · Diego 88' |                                      |  |

| Vuelta; 2 de junio de 2018, 20:00 | Real Madrid C. F.                          | 3:3 (1:1) | Valencia C. F.                         | Ciudad Real Madrid, Madrid |  |
|                                   | De la Fuente 27' · Zabarte 89' · Diego 95' | Reporte   | De la Fuente 1' (a.g.) · Iñaki 55' 68' |                            |  |

#### F. C. Barcelona - Real Madrid C. F
| Ida; 1 de junio de 2019, 18:00 | F. C. Barcelona | 0:2 (0:2) | Real Madrid C. F.              | Ciutat Esportiva Joan Gamper, San Juan Despí |  |
|                                |                 | Reporte   | Miguel Baeza 13' · Rodrigo 19' |                                              |  |

| Vuelta; 8 de junio de 2019, 12:00 | Real Madrid C. F. | 1:1 (0:0) | F. C. Barcelona | Miniestadi, Barcelona         |                               |
|                                   | Nils 59'          | Reporte   | Joaquín 74'     | Árbitro(s): Pere Barceló Roca | Árbitro(s): Pere Barceló Roca |

### Semifinales

#### Levante U. D. - Atlético de Madrid
| Ida; 16 de junio de 2019, 11:00 | Levante U. D. | 1:2 (0:2) | Atlético Madrid          | Ciudad Deportiva de Buñol, Buñol  |                                   |
|                                 | Milo 89'      | Reporte   | Medrano 27' · Germán 33' | Árbitro(s): Miguel Bosch Doménech | Árbitro(s): Miguel Bosch Doménech |

| Vuelta; 23 de junio de 2019, 11:00 | Atlético Madrid                | 3:3 (1:0) | Levante U. D.                    | Estadio Cerro del Espino, Majadahonda |                               |
|                                    | Ferreras 32' · Alberto 68' 89' | Reporte   | Iván 74' · Juan 81' · Rafa 90+3' | Árbitro(s): Víctor Lain Pérez         | Árbitro(s): Víctor Lain Pérez |

#### Villarreal C. F. - Real Madrid C. F.
| Ida; 16 de junio de 2019, 18:00 | Villarreal C. F. | 1:0 (0:0) | Real Madrid C. F. | Mini Estadi Ciudad Deportiva, Villarreal |                          |
|                                 | Galdón 86'       | Reporte   |                   | Árbitro(s): Yuste Querol                 | Árbitro(s): Yuste Querol |

| Vuelta; 23 de junio de 2019, 12:00 | Real Madrid C. F.            | 2:2 (2:0) | Villarreal C. F.         | Ciudad Real Madrid, Madrid |  |
|                                    | Baeza 4' (pen.) · Miguel 27' | Reporte   | Niño 70' · Gonzaga 90+4' |                            |  |

### Final
| 1     | POR   | Saldaña         |     |
| 2     | DEF   | Cova            | 63' |
| 4     | DEF   | Marco           |     |
| 5     | DEF   | Medrano         |     |
| 3     | DEF   | Alfredo         |     |
| 6     | MED   | Castro          |     |
| 7     | MED   | Ricard          |     |
| 8     | MED   | Ferreras        | 82' |
| 10    | MED   | Del Campo       |     |
| 9     | DEL   | Alberto         |     |
| 11    | DEL   | Cedric          |     |
| D. T. | D. T. | Carlos González |     |

| 1     | POR   | Jorgensen         |     |
| 2     | DEF   | Izan              |     |
| 4     | DEF   | Dani              |     |
| 5     | DEF   | John              |     |
| 3     | DEF   | Dani Pereiro      |     |
| 6     | MED   | Iván Morante      |     |
| 7     | MED   | Enric             | 72' |
| 8     | MED   | Carlo             |     |
| 10    | MED   | Ferniño           | 80' |
| 9     | DEL   | Galdón            | 87' |
| 11    | DEL   | Arana             | 72' |
| D. T. | D. T. | Miguel Ángel Tena |     |

| 12 | MED | Nacho   | 63' |
| 14 | DEL | Silvano | 82' |

| 12 | MED | José Blanco | 72' |
| 14 | DEF | Collado     | 72' |
| 15 | DEF | Gonzaga     | 80' |
| 16 | DEF | Operé       | 87' |

| 13' · 44' · 79' | Galdón Ferniño Galdón | 0:1 0:2 0:3 |

| Amonestado · Amonestado · Amonestado | Del Campo Pedraza Alberto Salado |

| Amonestado · Amonestado · Amonestado | Arana Jhon Dani Pereiro |

| 92' | Del Campo |

| Principal  | Ruiz Aguilera       |
| Asistentes | Vinuesa Sánchez     |
|            | Fernández Rodríguez |

| 1     | POR   | Saldaña         |     |
| 2     | DEF   | Cova            | 63' |
| 4     | DEF   | Marco           |     |
| 5     | DEF   | Medrano         |     |
| 3     | DEF   | Alfredo         |     |
| 6     | MED   | Castro          |     |
| 7     | MED   | Ricard          |     |
| 8     | MED   | Ferreras        | 82' |
| 10    | MED   | Del Campo       |     |
| 9     | DEL   | Alberto         |     |
| 11    | DEL   | Cedric          |     |
| D. T. | D. T. | Carlos González |     |

| 1     | POR   | Jorgensen         |     |
| 2     | DEF   | Izan              |     |
| 4     | DEF   | Dani              |     |
| 5     | DEF   | John              |     |
| 3     | DEF   | Dani Pereiro      |     |
| 6     | MED   | Iván Morante      |     |
| 7     | MED   | Enric             | 72' |
| 8     | MED   | Carlo             |     |
| 10    | MED   | Ferniño           | 80' |
| 9     | DEL   | Galdón            | 87' |
| 11    | DEL   | Arana             | 72' |
| D. T. | D. T. | Miguel Ángel Tena |     |

| 12 | MED | Nacho   | 63' |
| 14 | DEL | Silvano | 82' |

| 12 | MED | José Blanco | 72' |
| 14 | DEF | Collado     | 72' |
| 15 | DEF | Gonzaga     | 80' |
| 16 | DEF | Operé       | 87' |

| 13' · 44' · 79' | Galdón Ferniño Galdón | 0:1 0:2 0:3 |

| Amonestado · Amonestado · Amonestado | Del Campo Pedraza Alberto Salado |

| Amonestado · Amonestado · Amonestado | Arana Jhon Dani Pereiro |

| 92' | Del Campo |

| Principal  | Ruiz Aguilera       |
| Asistentes | Vinuesa Sánchez     |
|            | Fernández Rodríguez |

| 1     | POR   | Saldaña         |     |
| 2     | DEF   | Cova            | 63' |
| 4     | DEF   | Marco           |     |
| 5     | DEF   | Medrano         |     |
| 3     | DEF   | Alfredo         |     |
| 6     | MED   | Castro          |     |
| 7     | MED   | Ricard          |     |
| 8     | MED   | Ferreras        | 82' |
| 10    | MED   | Del Campo       |     |
| 9     | DEL   | Alberto         |     |
| 11    | DEL   | Cedric          |     |
| D. T. | D. T. | Carlos González |     |

| 1     | POR   | Jorgensen         |     |
| 2     | DEF   | Izan              |     |
| 4     | DEF   | Dani              |     |
| 5     | DEF   | John              |     |
| 3     | DEF   | Dani Pereiro      |     |
| 6     | MED   | Iván Morante      |     |
| 7     | MED   | Enric             | 72' |
| 8     | MED   | Carlo             |     |
| 10    | MED   | Ferniño           | 80' |
| 9     | DEL   | Galdón            | 87' |
| 11    | DEL   | Arana             | 72' |
| D. T. | D. T. | Miguel Ángel Tena |     |

| 12 | MED | Nacho   | 63' |
| 14 | DEL | Silvano | 82' |

| 12 | MED | José Blanco | 72' |
| 14 | DEF | Collado     | 72' |
| 15 | DEF | Gonzaga     | 80' |
| 16 | DEF | Operé       | 87' |

| 13' · 44' · 79' | Galdón Ferniño Galdón | 0:1 0:2 0:3 |

| Amonestado · Amonestado · Amonestado | Del Campo Pedraza Alberto Salado |

| Amonestado · Amonestado · Amonestado | Arana Jhon Dani Pereiro |

| 92' | Del Campo |

| Principal  | Ruiz Aguilera       |
| Asistentes | Vinuesa Sánchez     |
|            | Fernández Rodríguez |

| 1     | POR   | Saldaña         |     |
| 2     | DEF   | Cova            | 63' |
| 4     | DEF   | Marco           |     |
| 5     | DEF   | Medrano         |     |
| 3     | DEF   | Alfredo         |     |
| 6     | MED   | Castro          |     |
| 7     | MED   | Ricard          |     |
| 8     | MED   | Ferreras        | 82' |
| 10    | MED   | Del Campo       |     |
| 9     | DEL   | Alberto         |     |
| 11    | DEL   | Cedric          |     |
| D. T. | D. T. | Carlos González |     |

| 1     | POR   | Jorgensen         |     |
| 2     | DEF   | Izan              |     |
| 4     | DEF   | Dani              |     |
| 5     | DEF   | John              |     |
| 3     | DEF   | Dani Pereiro      |     |
| 6     | MED   | Iván Morante      |     |
| 7     | MED   | Enric             | 72' |
| 8     | MED   | Carlo             |     |
| 10    | MED   | Ferniño           | 80' |
| 9     | DEL   | Galdón            | 87' |
| 11    | DEL   | Arana             | 72' |
| D. T. | D. T. | Miguel Ángel Tena |     |

| 12 | MED | Nacho   | 63' |
| 14 | DEL | Silvano | 82' |

| 12 | MED | José Blanco | 72' |
| 14 | DEF | Collado     | 72' |
| 15 | DEF | Gonzaga     | 80' |
| 16 | DEF | Operé       | 87' |

| 13' · 44' · 79' | Galdón Ferniño Galdón | 0:1 0:2 0:3 |

| Amonestado · Amonestado · Amonestado | Del Campo Pedraza Alberto Salado |

| Amonestado · Amonestado · Amonestado | Arana Jhon Dani Pereiro |

| 92' | Del Campo |

| Principal  | Ruiz Aguilera       |
| Asistentes | Vinuesa Sánchez     |
|            | Fernández Rodríguez |

|                  |
| Campeón          |
| Villarreal C. F. |
| 1.er título      |